# 김치전사
《김치전사》(Kimchi Warrior)는 대한민국의 애니메이션 제작자인 강영만이 미국에서 만든 애니메이션이다. 2009년에 처음 공개되었으며 2011년에 수정되었다. 한 화당 5분 안팎으로 구성되어 있다. 2010년 10월 한국농수산식품유통공사(aT)가 발주해 정식 입찰 과정을 거쳐 1억 5000만 원이 제작 지원금으로 투입된 작품이다.

## 줄거리
주인공 김치 워리어는 독도에 살고 있으면서 대사부에게 무술을 배우며 슈퍼 히어로로 성장하고 있었다. 이에 김치 워리어를 돕기 위한 조력자인 '고추걸'이 등장한다. 김치 워리어는 초반에 악당 '돼지독감'과 싸워서 이겼으나 돼지독감이 거대해지자 '옹기봇'이라는 도자기 로봇을 만들어서 그에 맞선다. 돼지독감이 쓰러지자 미국은 질병에서 벗어났고 돼지독감이 쓰러졌다는 소식을 들은 질병마왕은 '사스'와 '광우병' 등 다른 지원군을 파견하여 김치 워리어와 맞서게 한다.

## 등장인물

### 김치 워리어 일당
- 김치 워리어(Kimchi Warrior): 질병대마왕으로부터 세계를 지키기 위해 싸우지만 정작 하는 행동은 질병대마왕이 보낸 질병 괴물들과 동일하다. 질병대마왕의 부하들과는 서로 자신의 물건을 뿌리려고 혈안이 되어 있는데 질병대마왕의 부하들은 돼지 시체를, 김치 워리어는 배추를 각각 뿌린다.
- 고추걸(Gochu Girl): 김치 워리어의 히로인이며 조력자.
- 대사부(Great master): 김치 워리어의 스승. 강영만이 대사부의 뒷모습을 그리지 않아서 뒤로 돌아서 갈때도 항상 뒷걸음질한다.
- 멍멍(Mungmung): 김치 워리어의 강아지. 가끔 김치 워리어에게 유용한 정보를 알려준다.
- 옹기봇(Onggi bot): 김치 워리어가 질병대마왕 군단에 대항하기 위해 도자기로 만든 로봇. 손이 팔 안으로 들어갈 수 있으며 김치 국물을 연료로 사용하고 있다.
- 거북선(GeoBukSeon): 김치 전사가 먼 곳을 이동할 때 타고 다니는 함선. 하늘을 나는 기술을 갖고 있다.

### 조력자들
- 카레 워리어(Curry Warrior): 김치 워리어의 인도 버전. 김치 대신 카레를 사용한다.
- 타파스 투우사: 스페인에서 온 투우사. 초반에는 김치 워리어가 입고 있는 옷이 이상하다고 판단했지만 나중에 김치 워리어로부터 선물로 받은 파 지팡이를 휘두르고 다닌다.

### 질병대마왕과 그 부하들
- 질병대마왕(Evil Lord of Disease): 이 세상을 질병으로 물들게 하려고 하지만 부하들의 무지함으로 어려움을 겪는다. 뜨거운 차를 갖다 달라고 하면 김치를 갖다주는 부하들의 멍청함에 매일 같이 고생하고 있다.
- 돼지독감
- 돼지독감 2세: 돼지독감의 아들로 두 형제가 항상 붙어다닌다. 가는 곳마다 돼지 시체를 뿌리고 다니다가 김치 워리어가 조종하는 옹기봇과 싸워 패배했다.
- 광우병: 김치 워리어와 맞섰으나 김치 워리어가 쏘는 깍두기를 뒤집어 쓰고 패배했다. 강영만이 뒷모습을 그리지 않아서 항상 앞모습만 보여주고 있으며 이 때문에 뒤로 도망치는 모습도 뒷걸음질이다.
- 사스
- 말라리아

## 성우
- 모니르 마문(Monir Mamoun): 김치 워리어, 카레 워리어 역
- 내털리 필립스(Natalee Phillips): 인도 소년, 희선 역
- 짐 코플린(Jim Coughlin): 사스, 내레이터 역
- 팀 콜세리(Tim Colceri): 대사부, 질병대마왕 역
- 노라 위먼(Nora Wyman): 고추걸 역
- 알렉산더 쿠코(Alexander Cukor): 타파스 전사 역
- J. 프란시스코 로드리게스(J. Francisco Rodriguez): 살사 전사 역
- 리처드 B. 필립스(Richard B. Phillips): 말라리아 역
- 하나 유카 사노(Hana Yuka Sano): 희선의 엄마 역
- 장재: 희선의 아빠 역
- 니콜라이 앨런 앨리(Nicolai Alan Ali): 아이 역
- 제프 앨리(Jeff Ali): 돼지독감 역
- 진 켈리(Jin Kelley): 광우병 역

## 제작진
- 감독, 스토리: 강영만
- 협력 제작자, 배역 감독: 진 켈리
- 미술 감독: 진 켈리, 화관유리성
- 크리에이티브 디렉터: 이찬호
- 실행 제작자: 재창, 원성묵
- 작가: 릭 필립스 주니어
- 음향 담당: 로버트 횐
- 영화 음악가: 제프 앨리
- 애니메이터: 이세형, P. S., 로니 비자얀
- CG 애니메이터: 크리스토퍼 나돌스키
- 키 애니메이터(원화가): 수레시 엑
- 화면 구성 담당: 아닐 압, 비누 토머스
- 스틸 카메라맨: 블로거 구, 클린턴 H. 월리스
- 스토리보드 담당자: 안선영
- 편집자: 성철훈
- 특수효과: 크리스 권
- 마케팅: 데이비드 김, 로이 박

## 시청자들의 평가
2000년 묵은 김치 냄새로 적을 물리치는 내용이 등장하는 등 조악한 짜임새로 비난을 받았다. 외국인에게는 김치에 대한 나쁜 인상만 심어줄지도 모른다는 우려가 제기되었다. 또한, 김치전사의 히로인인 '고추걸'의 이름이 음란하다는 평가로 비난받았다. 유튜브 등 사이트에서도 배경과 배경음악이 타 저작물이나 출처가 없다는 이유로 지적받기도 했다. 또한, 애니메이션의 배경 등의 출처가 없고 작화가 매우 불안정하다는 이유로 평가가 좋지 않다.
한겨레에서는 네티즌들의 의견에 대한 생각을 듣기 위해 '김치 워리어'를 만든 강영만 감독에게 수차례 연락했지만 전화를 받지 않아 통화가 무산되었다. 익명을 요구한 한 애니메이션 업계 관계자는 2010년 당시 유인촌 문화체육관광부 장관이 국내 애니메이션 산업에 2,592억원 규모의 육성 자금을 투입하겠다고 했는데 그 결과가 김치전사이며 시장 분위기가 침체된 상태에서 이런 주먹구구식 투자는 관련 산업 종사자들의 사기만 저하시킬 뿐이라고 말했다.